# Gian Giacomo Barbelli
Gian Giacomo Inchiocchio detto il Barbelli o Barbello (Offanengo, 17 aprile 1604 – Calcinato, 12 luglio 1656) è stato un pittore italiano.

## Biografia

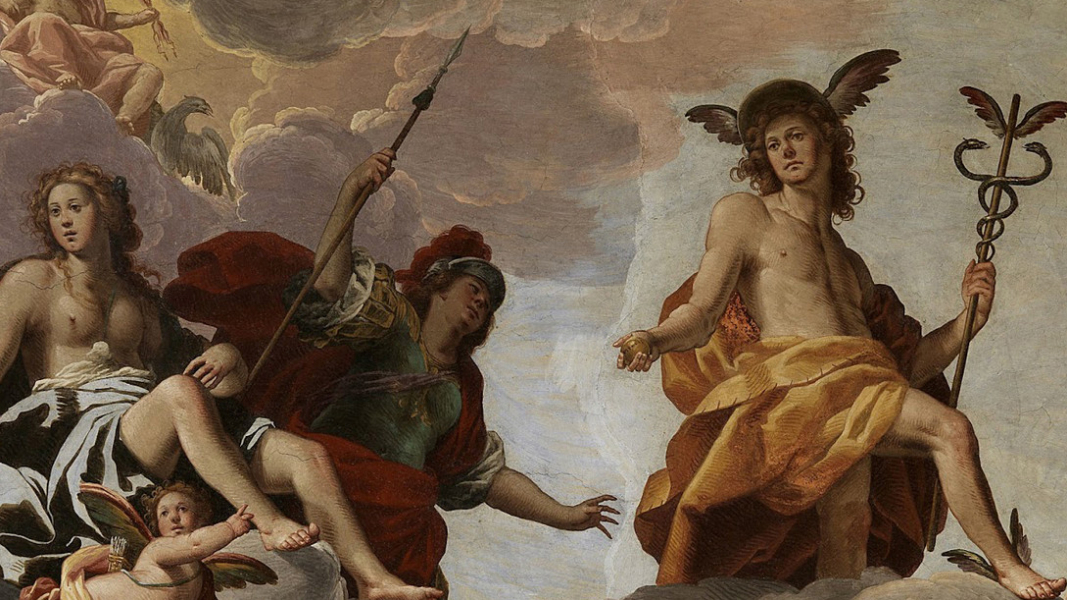
Olimpo

Nasce a Offanengo da Giovan Angelo e Maria Malosa. Inizia la sua carriera artistica a Crema nella bottega di Tommaso Pombioli: la prima opera datata e firmata risale al 1622; successivamente si trasferisce per un quinquennio a Milano (1625-1630), lavorando anche tra Valtellina e Alto Lario, acquisendo capacità e fama. Nel 1630 ritorna a Crema stabilendosi nella parrocchia di San Giacomo e sposa Angelica Bassa; in questo periodo inizia a lavorare su numerose commissioni in terra locale, con forte maturità in cui traspare la conoscenza dell'arte illusionistica veronese, quella tosco-romana e quella fiamminga.
Per tutto il decennio 1630-1640 l'attività è molto intensa sull'asse Brescia-Crema-Lodi, spingendosi fino a San Colombano al Lambro. A causa delle numerose richieste allestisce una bottega nella quale vi lavorano Evaristo Baschenis e, più tardi, due dei suoi otto figli, Carlo Antonio e Giovan Angelo. Anche gli anni quaranta si rivelano intensi di opere, tra le quali va almeno citato il ciclo di affreschi di Santa Maria delle Grazie a Crema, uno tra i più noti e famosi, che si distingue per la vivacità dei colori e il naturalismo delle figure. In questo decennio il Barbelli lavora, oltre che a Crema e Brescia, anche a Bergamo e nei paesi dei dintorni. L'attività prosegue intensamente anche negli anni cinquanta. Nel 1656 viene chiamato a Calcinato per decorare Palazzo Mercanda, ma il 7 luglio 1656 viene colpito da un'archibugiata durante una battuta di caccia. Muore pochi giorni dopo, il 12 dello stesso mese.

## Il soprannome
Il soprannome Barbelli, pare assegnato alla famiglia del pittore fin dal XVI secolo, deriva dal termine dialettale barbèl, ossia farfalla notturna. Il Barbelli lo sfruttò per firmare le sue opere, i figli lo assunsero come cognome ufficiale.
Mentre le dicerie paesane definiscono che il soprannome deriva dal termine dialettale “barbelà”, cioè avere freddo, in quanto la famiglia seppure benestante non riscaldava la casa per tirchieria e gli occupanti tremavano dal freddo.

## Opere

### Tele

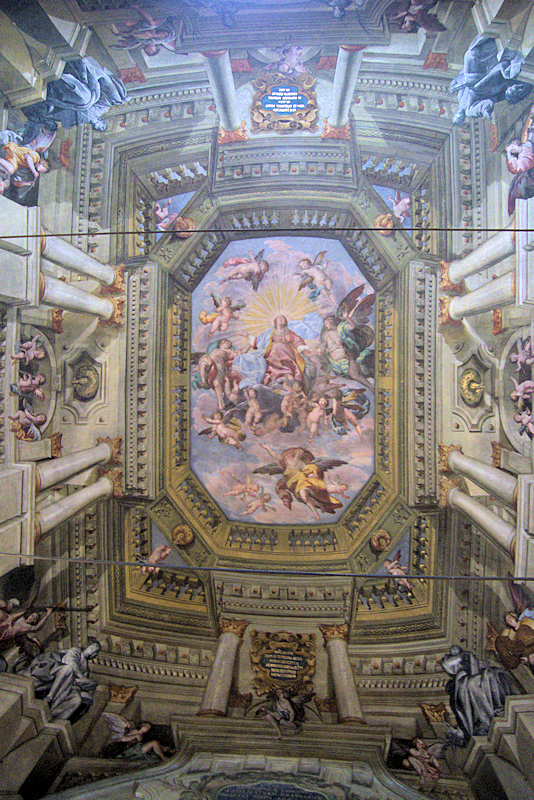
L'Assunzione di Maria, anno 1642, affresco della volta, Crema, Santuario di Santa Maria delle Grazie

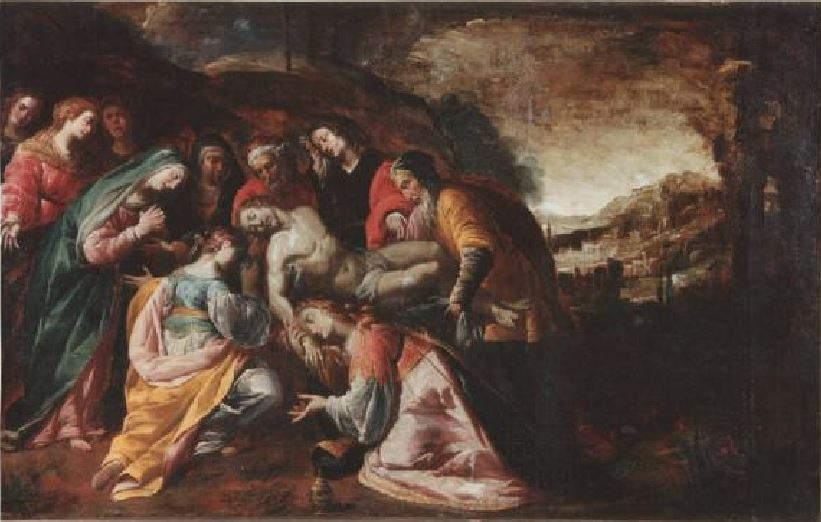
La Deposizione di Cristo, olio su tela, anno 1646, Crema, Museo civico di Crema e del Cremasco

- 1622: La liberazione di san Pietro, Oratorio di San Rocco, Offanengo (CR).
- 1626-1627: Il martirio di san Sebastiano e La predica di Giovanni Battista, chiesa parrocchiale di Sant'Eufemia, Teglio (SO).
- 1628: La gloria di san Gottardo, oratorio di San Gottardo, Dongo (CO).
- 1628: La Madonna Immacolata tra i santi Giovanni Battista, Giovanni Evangelista, Bernardo di Chiaravalle e sant'Antonio Abate, chiesa parrocchiale di Santo Stefano, Dongo (CO).
- 1628: Storie dei santi Giovanni Battista e Giovanni Evangelista, chiesa parrocchiale di Santo Stefano, Dongo (CO).
- 1628: Storie dei santi Ambrogio, Giorgio e Defendente, chiesa parrocchiale di Santo Stefano, Dongo (CO).
- 1628: La Madonna e santi, chiesa della Madonna del Carmine, Brescia.
- 1631: Storie di san Nicola da Tolentino, chiesa di San Nicola, Pieve, Gussago (BS).
- 1631: Trinità e i santi Rocco e Sebastiano, chiesa parrocchiale di San Pietro in Vincoli, Madignano (CR).
- 1633-1634: San Pietro e Maria Maddalena e altri affreschi distrutti, chiesa dei Santi Faustino e Giovita, Brescia.
- 1634: Crocifissione e i Santi Rocco e Sebastiano, santuario della Beata Vergine, Ono Degno di Pertica Bassa (BS).
- 1639: Storie di Cristo e della Vergine: (Sposalizio della Vergine, Il sogno di San Giuseppe|Giuseppe, La Visitazione della Beata Vergine Maria, La fuga in Egitto, Il riposo durante la Fuga in Egitto, La disputa di Gesù nel tempio), chiesa parrocchiale di Ombriano, Crema (CR).
- 1641: Santissima Trinità con i santi Bernardo, Giulia e Antonio Abate, chiesa parrocchiale di Sant'Antonio da Padova, Paitone (BS).
- 1641: Santi Pietro e San Paolo chiesa parrocchiale dei Santi Pietro e Paolo, Ricengo (CR).
- 1642: Storie dei santi Rocco e Carlo Borromeo, chiesa parrocchiale di San Gerolamo, Passarera di Capergnanica (CR).
- 1642: Crocifissione, chiesa parrocchiale di San Gerolamo, Passarera di Capergnanica (CR).
- 1643: Cristo Risorto e Santi, chiesa parrocchiale di San Giorgio, Bagolino (BS).
- 1643: Madonna col Bambino e i santi Giacomo e Filippo, chiesa parrocchiale dei Santi Filippo e Giacomo, Castelleone (CR).
- 1645: La Maddalena penitente, chiesa di San Francesco, Brescia.
- 1645: Sant'Antonio da Padova che dialoga con il Bambino Gesù, chiesa di San Giovanni Battista Decollato, Padenghe sul Garda (BS).
- 1646: Madonna e i santi Giuseppe e Lazzaro, chiesa di San Lazzaro, Bergamo.
- 1646: Santi Fermo e Antonio di Padova, chiesa di San Rocco, Bergamo.
- 1646: Deposizione, Museo Civico di Crema e del Cremasco, Crema (CR).
- 1646: Pietà, Ospedale di Soresina (CR).
- 1648: La consegna delle chiavi, Museo della Basilica di Gandino (BG).
- 1650: Storie della Santa Croce, (La Visione di Costantino, Sant'Elena identifica la vera Croce, Costantino porta al vescovo sulle proprie spalle la vera Croce, La visione di Sant'Eustachio), Chiesa di Santa Maria del Suffragio, Travagliato (BS).
- 1650: Miracolo di sant'Antonio Albino (BG).
- 1650: Cristo Risorto e santi, chiesa parrocchiale di San Rocco, Erbanno di Darfo Boario Terme (BS).
- 1650: Santa Grata con la testa di Alessandro, chiesa di Santa Grata, Bergamo.
- 1652: Santi protettori Antonio di Padova e Fermo chiesa di San Rocco Bergamo.
- 1653: San Nicola da Tolentino, chiesa di Sant'Andrea, Bergamo.
- 1653: Scena biblica, oratorio di San Donato, San Donato di Moscazzano (CR).
- 1653: Vergine del Rosario e i santi Domenico e Chiara, chiesa parrocchiale di Santo Stefano, Bagnolo Cremasco (CR).

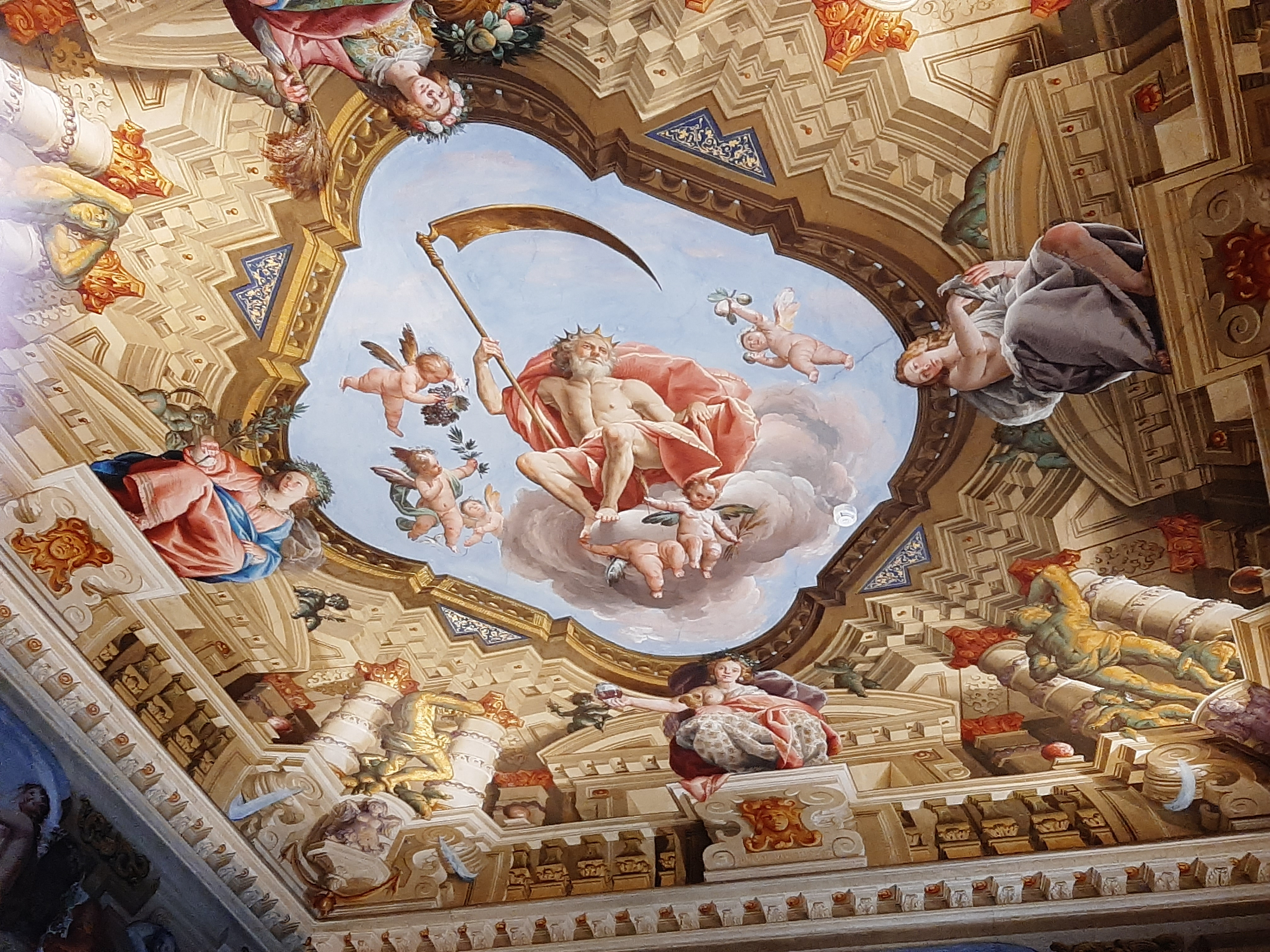
Soffitto palazzo Moroni

- 1653: Misteri del Rosario, chiesa parrocchiale di Santo Stefano, Bagnolo Cremasco (CR).
- 1653: Miracolo di San Biagio, chiesa parrocchiale di San Bernardino, Crema (CR).
- 1653: Martirio di San Bartolomeo, Chiesa di San Bernardino degli Osservanti, Crema (CR).
- 1655: San Martino, chiesa parrocchiale di San Martino, Capergnanica (CR).
- 1655: Flagellazione di Gesù, Museo d'Arte e Cultura Sacra, Romano di Lombardia (BG).
- 1655: Incoronazione di spine], Museo d'Arte e Cultura Sacra, Romano di Lombardia (BG).

### Decorazioni di chiese
- 1626: Le virtù della carità, Le opere di Misericordia, Gli episodi della vita di San Giovanni Battista, chiesa di San Giovanni della Carità, Crema (CR).
- 1630: La tentazione di San Francesco, Gesù e Maria appaiono a San Francesco, San Francesco in adorazione di Maria e Gesù Bambino, presente un frate, San Francesco in purgatorio che libera le anime, Cappella del Terz'Ordine Francescano, Chiesa di San Bernardino degli Osservanti, Crema (CR).
- 1632: decorazioni, stucchi e statue di San Pietro e San Paolo, Elia e l'angelo, L'Ultima Cena, Cappella dell'eucaristia, Chiesa parrocchiale di San Benedetto, Crema (CR).
- 1638: Madonna del Rosario e i Santi Domenico e Caterina, La fuga in Egitto e Le anime del purgatorio, Cappella della Madonna del Rosario, Chiesa Parrocchiale di San Colombano al Lambro (MI).
- 1639: Il miracolo di Sant'Eligio, Cappella di Sant'Eligio, Chiesa di San Bernardino degli Osservanti, Crema (CR).
- 1640: Storie del martirio di San Sebastiano Cappella di San Sebastiano, Chiesa Parrocchiale di San Benedetto, Crema (CR).
- 1641: Misteri del Rosario, Cristo appare a Santa Teresa, Cristo e la Vergine appaiono a due santi domenicani, catino e coro dell'oratorio della Madonna del Rosario, Montodine (CR).
- 1641: Santi Defendente, Caterina d'Alessandria, Apollonia, Lo sposalizio della Vergine, Il sogno di Giuseppe, L'Annunciazione, L'incoronazione della Madonna, Oratorio di Sant'Ippolito, Quintano (CR).
- 1641: Davide, Salomone, Geremia, Mosè, Incoronazione della Vergine, L'angelo annunciante, La Vergine annunciata, La visitazione, L'adorazione dei pastori, oratorio di San Rocco, Casalpusterlengo (LO).
- 1641: Storie di Sant'Antonio Abate, Cappella di Sant'Antonio, oratorio di Sant'Antonio, Casalpusterlengo (LO).
- 1641: Storie di Santa Marta, Cappella di Santa Marta, oratorio di Sant'Antonio, Casalpusterlengo (LO).
- 1642: Gli episodi della vita di San Giorgio, 17 episodi nella ex chiesa parrocchiale di San Giorgio a Casaletto Vaprio (CR); furono strappati nel 1946 e collocati a Villa Perletta, a San Bartolomeo ai Morti, quindi ricollocati presso il luogo originario nel 2019[1].
- 1642: Misteri di Maria, Annunciazione, Adorazione dei Magi, Fuga in Egitto, Incoronazione di Maria, Assunzione, San Defendente, San Fermo, San Sebastiano, San Rocco, Santuario di Santa Maria delle Grazie, Crema (CR).
- 1647: San Francesco stigmatizzato e san Cristoforo , Presentazione di Gesù al tempio, cappella di San Francesco, chiesa di Santa Maria Assunta in Valvendra, Lovere (BG).
- 1648: Storie di San Benedetto, La Trinità adorata da santi benedettini, sacrestia dell'Abbazia olivetana di Rodengo (BS).
- 1650-1651: Sant'Antonio e il Bambin Gesù e i Miracoli di Sant'Antonio, Cappella di Sant'Antonio di Padova, Chiesa di San Bernardino degli Osservanti, Crema (CR).
- Adro (Bs) Parrocchiale di San Giovanni Battista, Cappella SS. Sacramento.

### Opere profane
- 1630: Scene di caccia, salone delle feste, Villa Tensini-Labadini (poi Edallo), quartiere di Santa Maria della Croce, Crema (CR).
- 1632: Scene di caccia, Villa Premoli (poi Albergoni), quartiere di San Bernardino, Crema (CR).
- 1633-1651: Ritratti di podestà e capitani della Città di Crema, Sala degli Ostaggi, Palazzo Comunale, Crema (CR).
- 163?: affreschi distrutti nel Palazzo Broletto, Brescia.
- 1643: scenografie teatrali del Cretideo.
- 1645: apparato decorativo del salone di Villa Benzoni (poi Vimercati-Sanseverino), con finta loggia aperta e finte statue, Vaiano Cremasco (CR).
- 1649-1650: apparato decorativo della Sala dell'Età dell'Oro, Palazzo Moroni, Bergamo.
- 1652-1653: Otto episodi della favola di Amore e Psiche (opere parzialmente distrutte), Scalone d'ingresso di Palazzo Moroni, Bergamo.
- 1652: apparato decorativo della sala della Gerusalemme liberata, Palazzo Moroni, Bergamo.
- 1652: apparato decorativo della sala del camino, Palazzo Terzi, Bergamo.
- 1652: apparato decorativo della sala da pranzo, Palazzo Terzi, Bergamo.
- 1652-1653: Olimpo, casa privata, Calcinato (BS).
- 1654: scenografie teatrali delle Quarant'ore.
- 1654: apparato decorativo della sala della Caduta dei Giganti, Palazzo Moroni, Bergamo.
- 1654: apparato decorativo della stanza del trionfo di Ercole (Ercole in carro), Palazzo Moroni, Bergamo.
- 1655: apparato decorativo della sala delle armi, Casa del Capitano, Romano di Lombardia (BG).

### Altre opere note
- Collezione di disegni, Accademia Tadini, Lovere (BG).
- Collezione di disegni, Accademia Carrara, Bergamo.
- Collezione di disegni, Biblioteca Ambrosiana, Milano.
- Disegno, Rjikmuseum, Amsterdam, Paesi Bassi.
- Disegno, Collezione List, Monaco di Baviera.
- Due figlie d'uomo con mantello, Cappello e asta, disegni, collezione privata, Crema (CR).